# 라디오 뉴질랜드

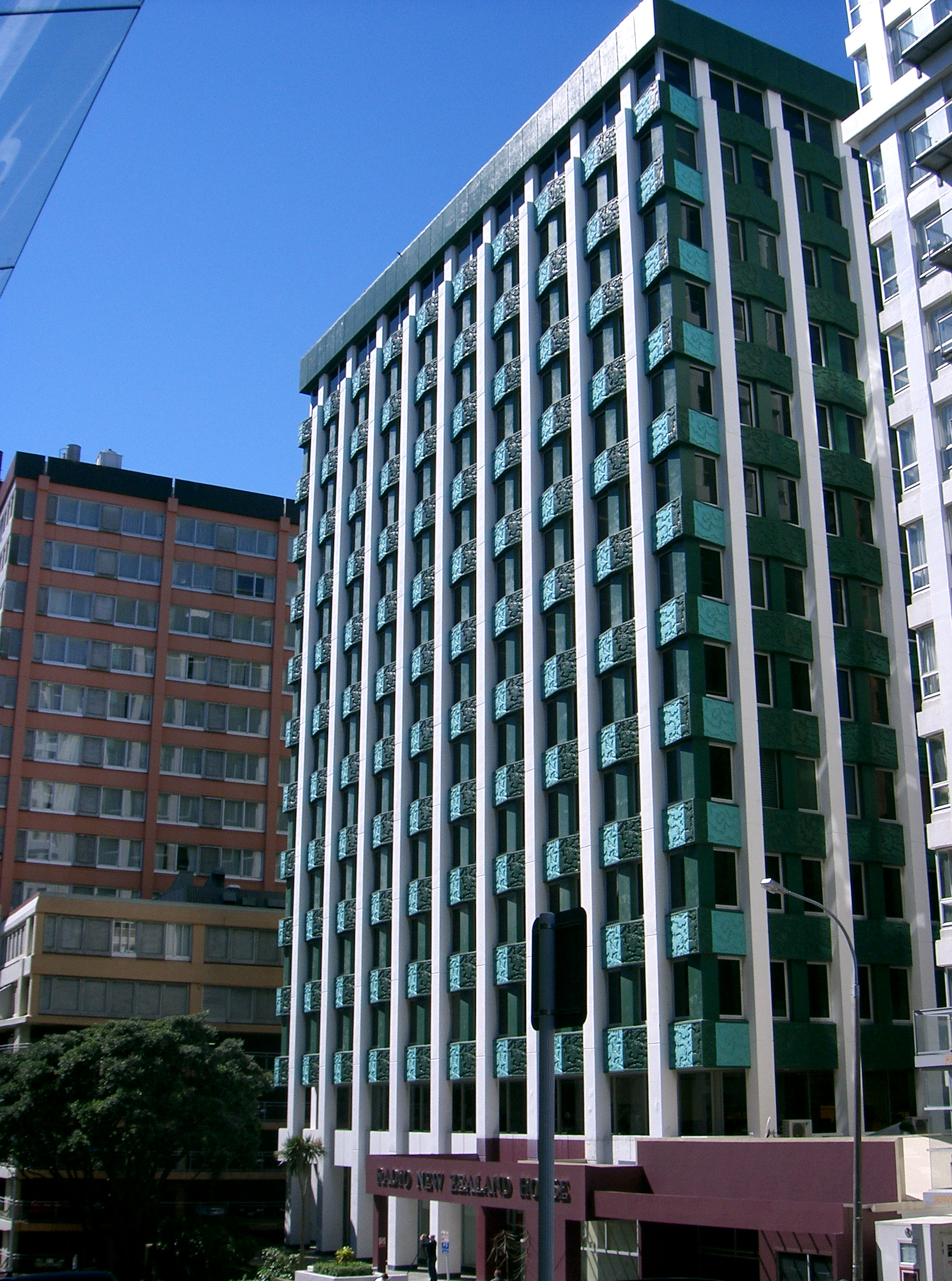
라디오 뉴질랜드의 사옥

라디오 뉴질랜드(영어: Radio New Zealand, 마오리어: Te Reo Irirangi o Aotearoa)는 뉴질랜드의 공영 라디오 방송국이다.
라디오 뉴질랜드는 1925년 첫 라디오 방송과 함께 라디오 방송 회사(Radio Broadcasting Company)란 이름으로 출발하였다. 이후 1931년 New Zealand Broadcasting Board, 1936년 National Broadcasting Service를 거쳐 1962년에 뉴질랜드 방송 협회(New Zealand Broadcasting Corporation, NZBC)란 이름으로 바뀌었다.
그러다 1975년에 텔레비전 방송국 사업자(훗날 텔레비전 뉴질랜드가 됨)와 분리하였고, 이 때부터 라디오 뉴질랜드(Radio New Zealand)란 이름을 사용하였다. 이후 1995년 공사 출범으로 설립되었다.

## 방송 채널

### Radio New Zealand National
라디오 뉴질랜드 내셔널(Radio New Zealand National)은 라디오 뉴질랜드의 메인 채널이며, 뉴스와 시사, 교양, 드라마를 비롯하여 과학, 정치, 철학, 종교, 농업, 스포츠 등의 다양한 내용을 편성한다.
라디오 뉴질랜드 내셔널은 AM, FM 외에 위성 방송 Sky Digital TV에서 501번, 디지털 지상파 플랫폼인 프리뷰 (뉴질랜드)에서 50번으로 청취가 가능하다.

### Radio New Zealand Concert
라디오 뉴질랜드 콘서트(Radio New Zealand Concert)는 클래식과 재즈를 중점으로 편성한다. FM 방송외에 위성 Sky Digital TV에서 502번, 프리뷰 (뉴질랜드)에서 51번으로 청취가 가능하다.

### Radio New Zealand AM Network
라디오 뉴질랜드의 AM 네트워크 채널이며, 일부 시간대에 뉴질랜드 의회 방송을 실시한다.

### Radio New Zealand International
라디오 뉴질랜드의 국제 단파 라디오 채널이다.

## 같이 보기
- 텔레비전 뉴질랜드